# 裝飾音
裝飾音是一種用來裝飾音符的音。裝飾音可以加強音樂的旋律和節奏感。通常裝飾音會附在音符上很快地演奏。

## 西方古代傳統的裝飾音

### 顫音
顫音(trill/trillo)是一種很常見的裝飾音，它常以{\displaystyle tr~~}或{\displaystyle tr~~}~~的形式出現。

### 上漣音和下漣音
漣音mordant是樂譜上一種標示裝飾音的方式，與上漣音 (upper mordent/inverted mordent/pralltriller)相反的是下漣音(lower mordent/mordent)。

### 倚音
譜面會這樣表示

會這樣演奏

### 短倚音
譜面會這樣表示

會這樣演奏

## 巴洛克時期的寫法
以下是巴洛克時期裝飾音的寫法: